# Afrikai haris
Az afrikai haris (Crex egregia) a madarak (Aves) osztályának darualakúak (Gruiformes) rendjébe, ezen belül a guvatfélék (Rallidae) családjába tartozó faj.

## Előfordulása
Az afrikai haris a Fekete-Afrika egyik madara. Előfordulási területe nyugaton Szenegáltól és keleten Kenyától, délre egészen a Dél-afrikai Köztársaság keleti részéig, azaz KwaZulu-Natal tartományig tart.

## Megjelenése
Kisebb, mint az Európában költő haris (Crex crex); testhossza 20–23 centiméter és szárnyfesztávolsága 40–42 centiméter.

## Fordítás
- Ez a szócikk részben vagy egészben  az   African crake című angol Wikipédia-szócikk ezen változatának fordításán alapul.  Az eredeti cikk szerkesztőit annak laptörténete sorolja fel. Ez a jelzés csupán a megfogalmazás eredetét és a szerzői jogokat jelzi, nem szolgál a cikkben szereplő információk forrásmegjelöléseként.